# پادشاهی اکور
پادشاهی اکور (به لاتین: Akure Kingdom) یک منطقهٔ مسکونی در نیجریه است که در ایالت اوندو واقع شده‌است.